# مارابل، استرالیای جنوبی
مارابل (به انگلیسی: Marrabel) یک شهرک در استرالیا است که در استرالیای جنوبی واقع شده‌است.